# Узбеки в Україні
Узбеки в Україні — населення узбецького походження, що мешкає на території України. За даними перепису населення 2001 року в Україні налічувалося 12 353 узбеків. Найбільше узбеків зафіксовано у Криму та Севастополі (3087 осіб) а також у Донецькій (1 244 осіб) та Дніпропетровській (1 361 осіб) областях.

## Історична динаміка
Динаміка чисельності узбеків в УРСР та Україні за даними переписів населення:
- 1926 — 23
- 1939 — 12 962
- 1959 — 8 472
- 1970 — 10 563
- 1979 — 9 862
- 1989 — 20 333
- 2001 — 12 353

## Розселення
Урбанізація узбеків України за даними переписів
- 1989 — міста 16 851 (82,9%), села 3 482 (17,1%)
- 2001 — міста 8 642 (70,0%), села 3 711 (30,0%)

Динаміка чисельності узбеків у регіонах України за даними переписів
|                           | 1989   | 2001   |
| ------------------------- | ------ | ------ |
| АР Крим і Севастополь     | 876    | 3 087  |
| Вінницька область         | 431    | 234    |
| Волинська область         | 118    | 70     |
| Дніпропетровська область  | 1 724  | 1 361  |
| Донецька область          | 3 138  | 1 244  |
| Житомирська область       | 264    | 168    |
| Закарпатська область      | 442    | 70     |
| Запорізька область        | 449    | 700    |
| Івано-Франківська область | 38     | 56     |
| Київська область          | 938    | 264    |
| Кіровоградська область    | 443    | 165    |
| Луганська область         | 1 179  | 635    |
| Львівська область         | 720    | 118    |
| Миколаївська область      | 400    | 301    |
| Одеська область           | 1 037  | 822    |
| Полтавська область        | 1 394  | 250    |
| Рівненська область        | 107    | 68     |
| Сумська область           | 308    | 156    |
| Тернопільська область     | 92     | 53     |
| Харківська область        | 2 694  | 899    |
| Херсонська область        | 815    | 396    |
| Хмельницька область       | 369    | 153    |
| Черкаська область         | 286    | 212    |
| Чернівецька область       | 119    | 57     |
| Чернігівська область      | 219    | 126    |
| Київ (міськрада)          | 1 733  | 688    |
| Україна                   | 20 333 | 12 353 |

## Мова
Рідна мова узбеків України за даними переписів:
|                 | 1989  | 2001  |
| кількість       | 20333 | 12353 |
| узбецька мова   | 71,5% | 29,2% |
| російська мова  | 23,8% | 48,5% |
| українська мова | 3,5%  | 14,7% |
| інша мова       | 1,2%  | 2,6%  |